# 三泊站

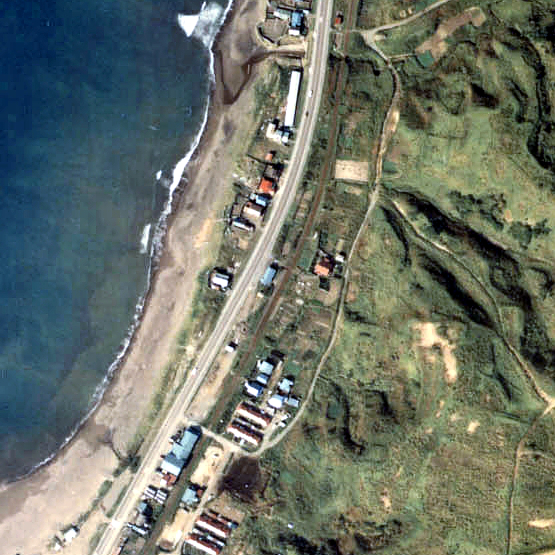
1977年的三泊站與方圓約500米範圍。上方為羽幌方向。車站鄰近鹽見町的邊界。當時車站位於留萌港北邊防波堤的港內位置。月台位於靠近留萌一方，只有單面。在無人車站時期，藍色屋頂木製車站大樓還存在。

三泊站（日语：／ Santomari eki */?）是位於北海道留萌市三泊町，日本國有鐵道（國鐵）的羽幌線車站（廢站）。隨著羽幌線廢線，車站在1987年（昭和62年）3月30日廢除。
部分普通列車通過此站，在1986年（昭和61年）11月1日修正的時間表中（廢除前的時間表），下行1班和上行2班列車通過此站（當中上下行1班是急行「羽幌」後續，停靠主要車站的列車））。

## 歷史
- 1927年（昭和2年）10月25日 - 鐵道省留萠線留萠站至大椴站之間開通，此站啟用[1]。當時為一般車站[1]。
- 1931年（昭和6年）10月10日 - 留萠站至古丹別站之間的區間從留萠線分離，路線名改為羽幌線，成為羽幌線車站。
- 1941年（昭和16年）12月9日 - 留萠站至此站之間使用新線，使車站距離縮短2.3公里。留萌站向深川一方1.3公里處的東留萌信號場停用，原本從該處折返進入羽幌線。
- 1949年（昭和24年）6月1日 - 日本國有鐵道成立，成為日本國有鐵道車站。
- 1960年（昭和35年）9月15日 - 結束處理貨物[1]。
- 1961年（昭和36年）4月1日 - 成為業務委託車站。
- 1972年（昭和47年）2月8日 - 結束處理行李[3]。同時成為無人車站[4]。
- 1987年（昭和62年）3月30日 - 羽幌線全線廢除，此站也廢除[1]。

## 車站構造
截至車站廢除前，車站是一座地面車站，設有1面1線的單式月台。月台位於路軌西邊（幌延方向的列車會開啟左邊車門）。
此站是無人車站，在有人車站時代設有車站大樓，後來經過改裝後，新車站大樓（第二）使用預製組件建成，為一座平房式設計。車站大樓位於站內西邊，與月台有一段距離。

## 站名的由來
車站名稱取自地名。地方名「三泊」源自阿伊努語的「サムオトマリ」，其意思是和人、是、泊地。，或者源自阿伊努語的「サンチプ（? -cip）」（?、舟）或「サントマリ（san-tomari）」（回港避風港？）。

## 車站周邊
- 國道232號（日语：国道232号）（天賣國道/日本海奧羅龍線（日语：日本海オロロンライン））
- 三泊小學
- 鹽見海灘 - 車站西邊約0.1公里[6]。

## 現況

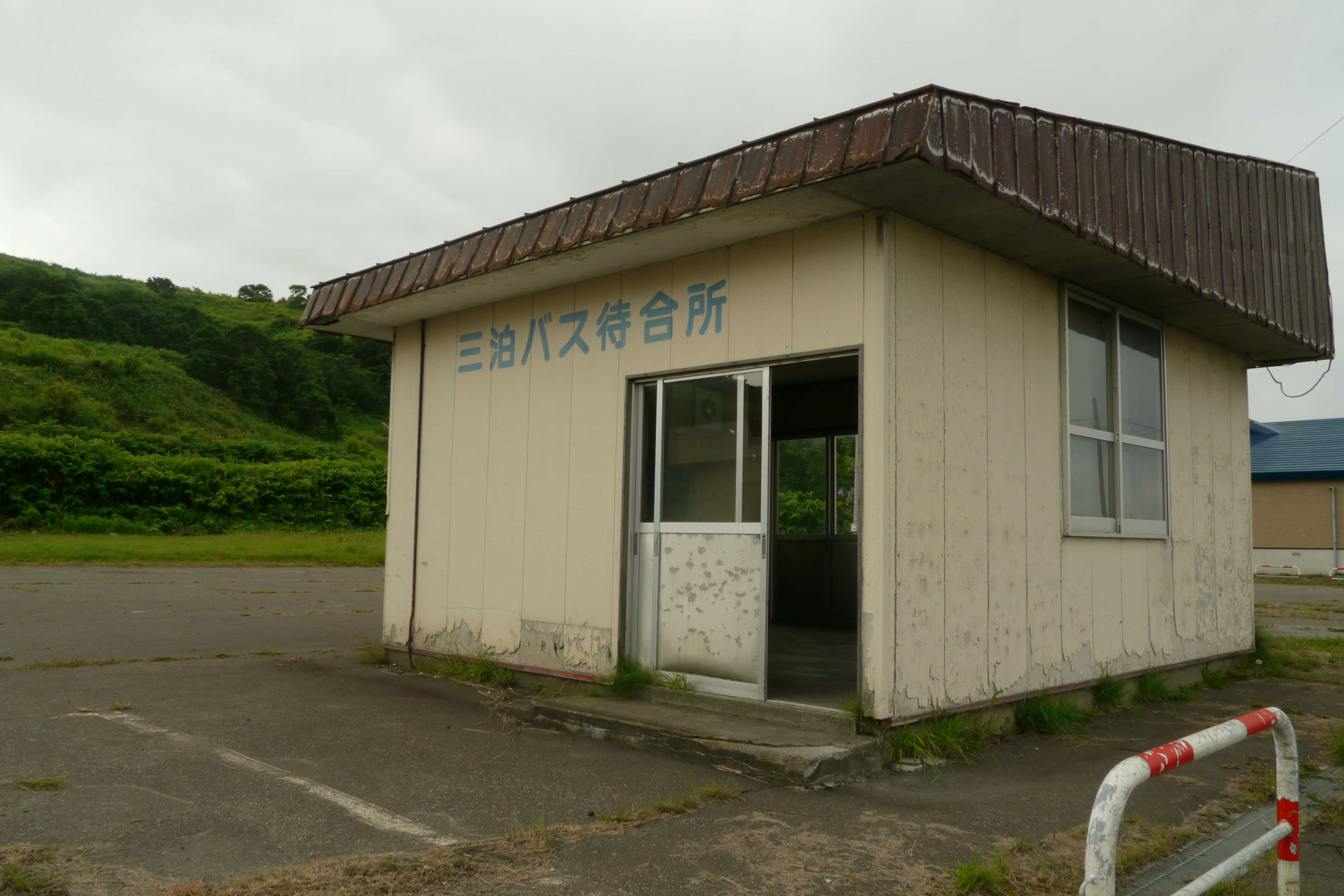
三泊駅跡（2011年7月26日）

截至2011年（平成23年），舊站靠近國道位置建設了廣場。舊車站大樓成為了沿岸巴士的候車室。

## 相鄰車站
日本國有鐵道
羽幌線
留萠－三泊－臼谷
- 在1941年（昭和16年）12月9日前，此站至留萠站之間使用舊線，中途途經東留萌信號場。

## 注腳
1. 1 2 3 4 5 6 7  石野哲（編）. . JTB. 1998: 871. ISBN 978-4-533-02980-6 （日语）.
2. ↑  時間表《JNR編集 時刻表 1987年4月号》（弘濟出版社，1987年4月發行）JR新聞13頁。
3. ↑  . 官報. 1972-02-08 （日语）.
4. 1 2  . 鐵道公報 (日本國有鐵道總裁室文書課). 1972-02-08: 2 （日语）.
5. 1 2  書籍《北海道の鉄道廃線跡》（著：本久公洋，北海道新聞社，2011年9月發行）210頁。
6. 1 2  書籍《国鉄全線各駅停車1 北海道690駅》（小學館，1983年7月發行）199頁。
7. ↑   (PDF). アイヌ語地名リスト. 北海道 環境生活部 アイヌ政策推進室. 2007  [2017-10-20]. （原始内容 (PDF)存档于2018-04-17） （日语）.

## 外部連結
- 羽幌線廢線跡調査 （页面存档备份，存于）（日語）